# シャルル・メリヨン
シャルル・メリヨン（英: Charles Meryon, 仏: Charles Méryon, 1821年11月23日 - 1868年2月13日）は、フランスの版画家。19世紀フランスを代表する銅版画（エッチング）作者の一人で、パリの風景を描いた作品が知られる。

## 生涯
パリで、イギリス人の内科医の父と、オペラ座の踊り子だった母の間に生まれる。母は早くに亡くなり、メリヨンは1837年にフランス海軍学校に入り、1839年から1846年にかけてコルベット艦ル・ラン（Le Rhin）に乗り組んで世界各地を航海した。ニュージーランド、ブラジル、タヒチなどの各地で鉛筆で素描画を描き、これは後に地方の風景のエッチングすることを学ぶ時に使われた。1848年に退役し、絵を学び始めるが、色覚障害があることが分かり、ウジェーヌ・ブレリ（1805年 - 1886年）にエッチングを学び始める。単純労働で生活を賄いながら、オランダのレイニール・ノームスやアドリアーン・ファン・デ・フェルデなどの手法を学んだ。
模刻に熟練すると、1850年から1854年にかけてオリジナル連作集『パリの銅版画』（Eaux-fortes sur Paris）に取り組む。ヴィクトル・ユーゴーとボードレールはこれらの作品を高く評価した。1850年代なかば頃から精神状態が不安定になり、1858年からシャラントン＝サン＝モーリスの精神病院に入院した。翌年の退院後も制作活動を続けるが、1866年に再入院し、1868年に死去した。

## 作品

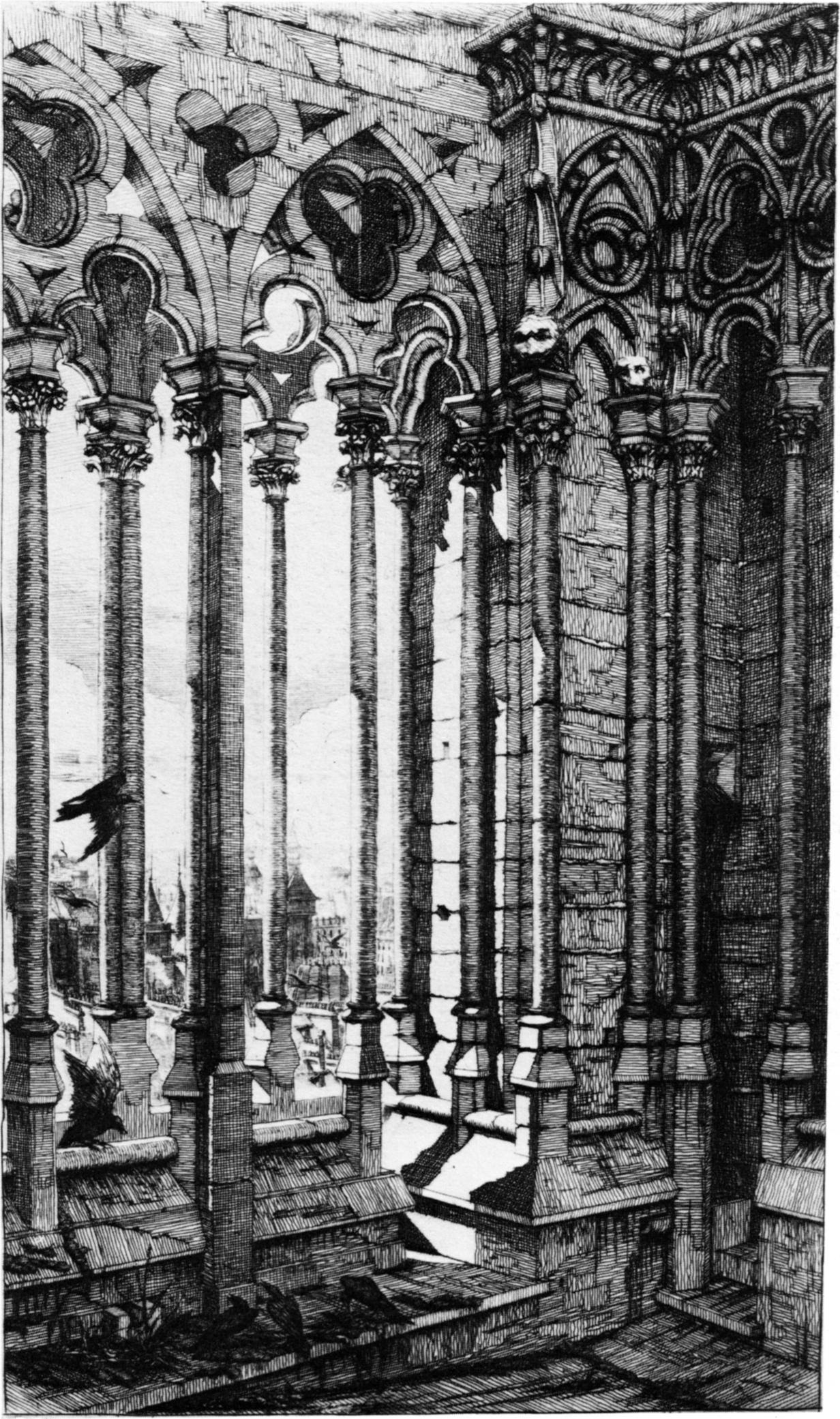
ノートルダム寺院の回廊（1853年）、27.4 × 16.1 cm。

メリヨンには、『パリの銅版画』22作品、その他72作品の、94のエッチング作品が生涯に残されている。パリのほかにはブールジュの木造家屋を描いた作品も幾つかある。彼の深いイマジネーションと高度な技術は、僅かな芸術家、批評家、鑑定家にのみ評価されていた。エッチング業者のフェリックス・ブラックモンと、レオポール・フラマンと提携していた。
『パリの銅版画』シリーズには22作品の他に、これに含まれる可能性がある作品が10ほどある。いずれにせよ、各作品はメリヨンの全体像を理解するのに意味を持っている。それらはメリヨンのパリでの生活での哀しみを謳ったことを示している。彼はその輝きと同じくらいに、貧困や悲惨さを描こうとしていたのであり、パリの単なる風景を刻んだのではない。それらは、詩人に取ってのビジョン、アーチストに取っての構成などと同等のものとしての「風景」である。メリヨンの叙事詩は、彼自身の感傷と、当時の様々な出来事に大きな影響を受けている。例として、取り壊されようとしている旧時代の建築物の印象のために、特別な愛着に急かされたことも少なくない。
エッチングの技術は作品から見ることができるが、それは作品を経るにつれて向上し、印象的な主題の作品では顕著になり、収集家はミステリアスな題材や純粋な美のためにそれを愛好する。
腐蝕銅版画家協会など「美しい刷り」へのアプローチの中で、メリヨンは和紙や緑がかった紙を使った。当初は自ら版を刷っていたが、後には著名な刷り師ドラートルに任せるようになる。また一つの版に多くのステートがあることも知られる。

## 作風

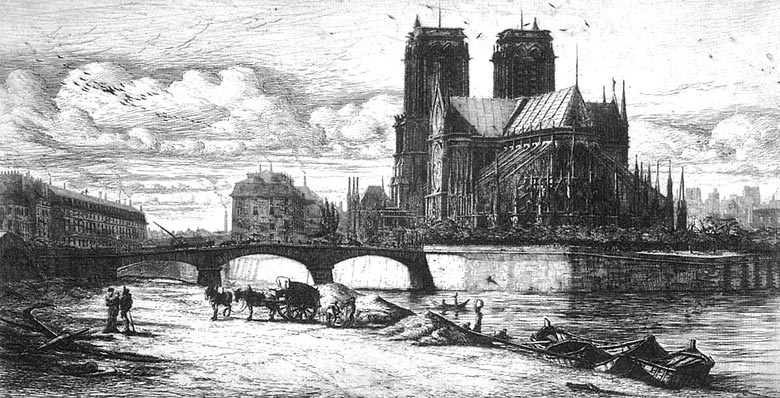
ノートルダム寺院の後陣, one of the etchings Méryon executed in 1850-54

「ノートルダム寺院の後陣」は一般にも人気があり、メリヨンの代表作とされている。川の上の空間で、教会の雄大な外壁に射す光と影が素晴らしい効果を示す。建築物の描画においてメリヨンは完璧であり、広く様々なスタイルを採り入れており、それらに同等に比較できるものとしては、J.M.W.ターナーのあまり知られていないがゴシック建築の描画がある。どんな都市の描写にも建築物は現れるが、それはビジョンでもあり、ささやかな年代記でもある。メリヨンの描いた建築物の一部には空想を示すものもあり、それは通りの人々、川、また極めて率直で甚だしく象徴的な場合には空に群れる人々といった、形から得た自由な空想である。おおよその彼の方向性は風景画家であるように見える。それらは学術的な正確さよりも、眼に映る美しさが描かれる。描画の技法でなく、導入の目的に着目すれば、風景画家とは言えない。その景色での感傷と例外的に調和するようにも見える。「死体公示所」の場合のように、絵で物語を語ろうとする。「La Rue des Mauvais Garçons」（ひそひそ話に熱心な通り過ぎる二人の女性がいる）の場合でもそれが示唆される。そして「ノートルダム橋のアーチ」の場合のように、その景色に活力と生気を与える、表現行為と、熱望する動きがある。彼の作品の人間性と固有の目的に関する限り、建築物については完璧であり、自然から得るものは主題の性格から要求されなかった。木を美しく描かず、葉に幸福を表さず、それらは緻密でも数多くもない。しかし都市の性格を表現するために、様々な水--ゆるやかな川の水、様々な空--灰色に曇った空や、屋根と煙突の世界の上を多う低い空などを描写する方法を知ることは必要だった。これらの水と空に彼は際立って大家であり、あらゆる光の中での変化を注意深い愛情をもって記した。